# Mesoregione di Itapetininga
Itapetininga è una mesoregione dello Stato di San Paolo, in Brasile.

## Municipi
Comprende 4 microregioni:
- Capão Bonito
- Itapetininga
- Itapeva
- Tatuí